# Димо Николов
Димо Николов Славов, известен като Дели Димо войвода и Вихров, е български революционер, войвода на Вътрешната македоно-одринска революционна организация и Вътрешната тракийска революционна организация.

## Биография
Димо Николов е роден на 14 октомври 1879 година в заможно семейство в Стара Загора, тогава в Източна Румелия. Негов по-малък брат е Слави Николов - Ваташко (1887-?), участник в националноосвободителните борби на българите от Одринска Тракия и Македония. Димо Николов израства в Хасково, където завършва първи прогимназиялен клас. След това в учебната 1899/1900 година учи във Френския католически колеж в Пловдив. В Пловдив се запознава с Михаил Герджиков, попада под влиянието на социалдемократически идеи и става представител на Македонския таен революционен комитет (Женевската група). Привлича към революционното дело Константин Антонов, ученик в Пловдивската гимназия. Двамата през лятото на 1899 година заминават за Хебибчево, за да се запознаят с условията в Свиленградско. Там се запознават с ръководителя на ВМОК Павел Генадиев.
В 1890 година започва да учи във Военноморското училище във Варна, където се присъединява към революционен кръжок, привлечен от мичман Тодор Саев. Саев възлага на членовете на революционния кръжок да обучават стрелковите дружини на членовете на македоно-одринското дружество.
През 1901 година Димо Николов, недоволен от суровата дисциплина, напуска училището и заминава за кратко в Румъния. Завръща се и с препоръки от представителя на ВМОРО в Стара Загора Константин Антонов става четник в четата на гевгелийския войвода Аргир Манасиев, която има за цел на преследва четата на полковник Анастас Янков. При валандовското село Градец минава в радовишката чета на Коста Мазнейков. Движи се с Мазнейковата чета от пролетта до есента на 1902 година, след което минава в четата на Христо Чернопеев - нелегален ръководител на Струмишко и Горноджумайско. И при Мазнейков и при Чернопеев, Николов обучава хора за действие с пушки и бомби.
През есента на 1902 година четата е разпусната, а правителството интернира Николов в Троян. През декември 1902 година, по решение на члена на Одринския окръжен революционен комитет Константин Антонов, Николов заедно с Коста Нунков, Петър Чапкънов и Теню Колев от Аладаа, снабдени с адски машини и 100 килограма динамит, пристигат в Дедеагачко, където трябва да подпомогнат Марин Чолаков и да проучат възможностите за атентати по железопътната линия. Идеята е чрез атентати в тунели и мостове да се внесе смут в държавата, да се привлече вниманието на международната общественост и да се предизвика намесата на великите сили. Поради засилената охрана обаче, четата не успява да извърши нито един атентат.
В Дедеагачко пристига и Константин Антонов с 30 души четници, между които е и 15-годишния брат на Димо Николов - Слави. Нелегалните дейци на организацията се разпределят в три чети - за Гюмюрджинско заминава четата на Чолаков, за Софлийско четата на Георги Узунов и Тане Николов, а четата на Антонов в която остават Димо Николов, Петър Чапкънов и Коста Нунков остава в Дедеагачко. Нунков иска извършване на атентати, но Антонов се противопоставя и без нито една терористична акция четниците се завръщат в България.
През 1904 година Тане Николов навлиза с върховистка чета в Дедеагачко и срещу нея Вътрешната организация изпраща четата на Михаил Даев, в която влиза и Димо Николов. Тане Николов и Даев де срещат в Доганхисар, след което Николов се завръща с четата си в България, а Даев заминава за Одрин, като четата му е поета от Димо Николов и Димитър Загорски. Николов става нелегален подвижен член на Одринския окръжен революционен комитет.
Четата на Тане Николов скоро отново навлиза в Тракия и Димо Николов я пресреща, за да я върне в България. При Каяджик става престрелка между двете чети, Димо Николов е сериозно ранен в главата и се връща в Стара Загора на лечение. През 1905 - 1906 година е в Хасково при леля си Желка Манахилова. След това в 1907 година Николов, като окръжен войвода заедно с Бойко Чавдаров сформират чета с която минават в Тракия, където около половин година, провеждат агитация, укрепват организацията и водят редица сражения. По Димитровден Димо Николов с петнадесет четници се връща в България, а Чавдаров с 5-6 души остава в Дедеагачко.
След Младотурската революция от 1908 година се легализира, за кратко е училищен инспектор в Струмишко. След това се прибира в Стара Загора. В началото на лятото на 1909 тодина заминава за Йерусалим и Кайро, където пребивава до края на 1911 г. В началото на 1912 година през Цариград се връща в България.
В София работи с Христо Чернопеев и заедно подготвят участието си в готвената освободителна война. При избухването на Балканската война в 1912 година с чин старши подофицер е назначен за командир на партизански взвод № 46 на Македоно-одринското опълчение. Четата му има 7 души и районът на действието ѝ е Димотишко и Дедеагачко. На 22 септември четата, увеличена на 13 души, снабдена с електрическа машина с 400 m жица и динамит за взривяване на железопътни линии навлиза в Османската империя. Има за задача заедно с четата на Апостол Дограмаджиев да разруши железопътните линии Дедеагач - Одрин и Солун - Дедеагач. Четите на Димо Николов, Руси Славов и Апостол Дограмаджиев, подкрепени от местната милиция от българските села заемат град Софлу на 19 октомври. Българските села ги посрещат като освободители. До идването на българските войски четите водят няколко сражения с османски часки и успяват да задържат града. След това четите се занимават с разузнавателна и бойна дейност в помощ на конната бригада на полковник Александър Танев при завземането на Димотика. Четата на Димо Николов е разпусната на 23 ноември 1912 година. Николов е зачислен в 5 одринска дружина, а след това в щаба на II македоно-одринска бригада. По време на Междусъюзническата война участва в сражението срещу сръбски части на Султан тепе.
Димо Николов участва и в Първата световна война, като подофицер за особени поръчки при Десета пехотна беломорска дивизия.
След края на Първата световна война, Николов с четата си от 8 души участва на проведения през май 1920 година на височините при гюмюрджинското село Химитли, Гюмюрджинско българо-турски конгрес. След разгрома на Гърция в Гръцко-турската война през есента на 1922 година, Николов участва в срещата между ръководителите на въоръжената борба на българи и турци от Тракия през ноември. На нея е взето решение за образуване на българо-турската Вътрешна тракийска революционна организация и с протокол-пълномощно от 6 ноември 1922 година на главния войвода Тане Николов се възлага ръководството на организацията. По-късно за негов помощник българските войводи избират Димо Николов, който до лятото на 1923 година участва в серия нападения над гръцки обекти. На 30 януари 1923 година се провежда събрание на войводите на четите на ВТРО, на което присъстват Димо Николов, Митрю Аркомарев, Коста Митев, Стайко Запартов, Рафаил Каракачанов, Стоян Терзиев, Тачо Хаджистоенчев и Вълчо Ботуров. Съвещанието взима решение четите на Митев и Каракачанов да продължат организаторската работа и да посрещат нападения, войводите Николов, Аркомарев, Запартов и Ботуров с част от четниците да се върнат в България за оръжие, облекло и други материали, а Димо Николов да запознае главния войвода с възникналите проблеми.
След Деветоюнския преврат в 1923 година, новото правителство на Александър Цанков разпуска ВТРО. Организацията се разцепва на две крила. Едното около Тане Николов и Коста Митев приема решението за прекратява не на дейността, а другото, в което влизат Димитър Маджаров, Коста Георгиев, Пейо Поптрендафилов, Димо Николов, свикват на 17 септември 1923 година конгрес в Хасково, на който е взето решение за продължаване на четническата дейност. Чета на Димо Николов освобождава затворени в полицейските участъци в Арнауткьой и в Ортакьой земеделци. След Септемврийското въстание, Николов отново се намесва и освобождава задържаните 30-40 души комунисти и земеделци в Ортакьой. След година Димо Николов се оттегля активна революционна дейност и се установява в Ортакьой, като функциите му във ВТРО са поети от Станимир Попов от Дервент, Дедеагачко. В 1932 година Николов е включен в листата на Българската работническа партия като кандидат в общинските избори. През 1933 година той е сред основателите и председател на Македоно-одринското опълченско дружество в Ортакьой.
На 2 март 1943 година, като жител на Ивайловград, подава молба за българска народна пенсия, която е одобрена и пенсията е отпусната от Министерския съвет на Царство България. Носител е на орден „За храброст“ IV и III степен.
Димо Николов умира в София на 1 юни 1961 година.